# 青黏䲁
青黏䲁（學名：Myxodes viridis），為輻鰭魚綱䲁形目胎䲁科黏䲁屬的一個種，分布於東南太平洋祕魯南部至智利中部海域，深度可達50公尺，體長可達13.5公分，棲息在底中層水域，以小型甲殼類為食，雌魚產附著性卵，雄魚會守護卵，幼魚為浮游性，生活習性不明。